# کبک صخره
کبک صخره (نام علمی: Alectoris graeca) نام یک گونه از سرده کبک‌های صخره است. این کبک بومی جنوب غرب آسیا و جنوب شرق اروپا بوده و خویشاوند نزدیک کبک معمولی است. این پرنده از دانه‌ها و حشرات متنوعی تغذیه می‌کند.

## زیرگونه‌ها
معمولاً سه زیرگونه زنده از این پرنده نام برده می‌شود که اختلافشان در رنگ یا مطالعات مولکولی است:
- A. g. graeca (Meisner, 1804) - کبک صخره‌ای شرقی

شرق بوسنی و هرزگوین تا یونان و بلغارستان, کوهستان آپنینی.
- A. g. saxatilis (Bechstein, 1805) - کبک صخره‌ای مرکزی

نیمه جنوبی آلپ تا غرب بوسنی و هرزگوین.
- A. g. whitakeri  Schiebel, 1934 - کبک صخره‌ای سیسیلی

بومی سیسیل.
همچنین زیرگونه A. g. martelensis تنها از روی سنگواره شناخته شده است و چند زیرگونهٔ منقرض شده دیگر نیز شناخته شده است.

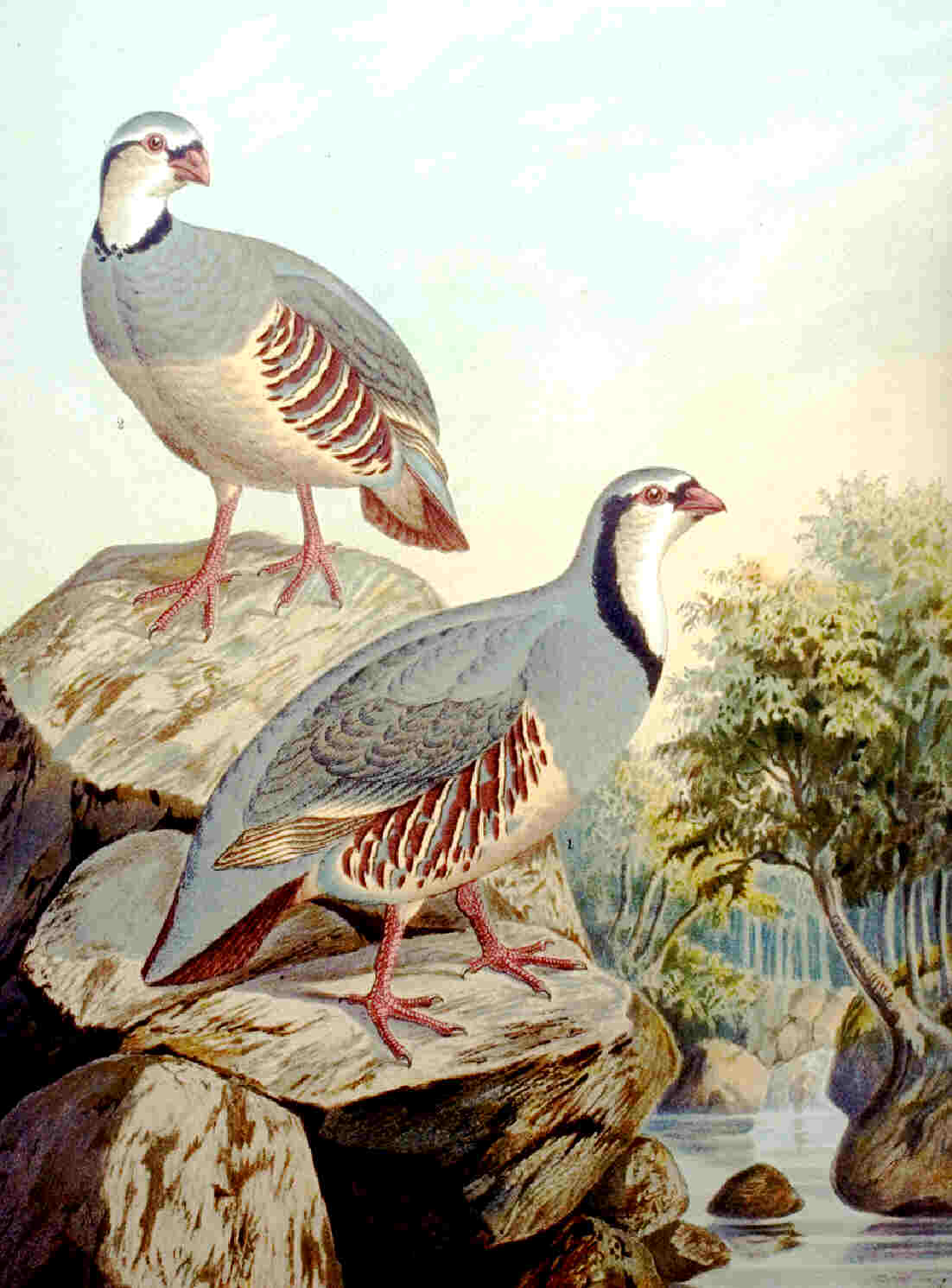
کبک صخره‌ای